# Agrostis junciformis
Agrostis junciformis é uma espécie de gramínea do gênero Agrostis, pertencente à família Poaceae.